# اورلوفکا (شهرستان فیودوروفسکی، باشقیرستان)
اورلوفکا (انگلیسی: Orlovka, Fyodorovsky District, Republic of Bashkortostan) یک شهرک در شهرستان فیودوروفسکی استان باشقیرستان کشور روسیه است.